# هرمان فون فرانسوا
هيرمان كارل برونو فون فرانسوا (31 يناير 1856 في لوكسمبورغ - 15 مايو 1933 في ليشترفيلد)، جنرال ألماني في الحرب العالمية الأولى، اشتهر بدوره الرئيسي في عدة انتصارات ألمانية على الجبهة الشرقية في عام 1914.

## نشأته وسيرته العسكرية

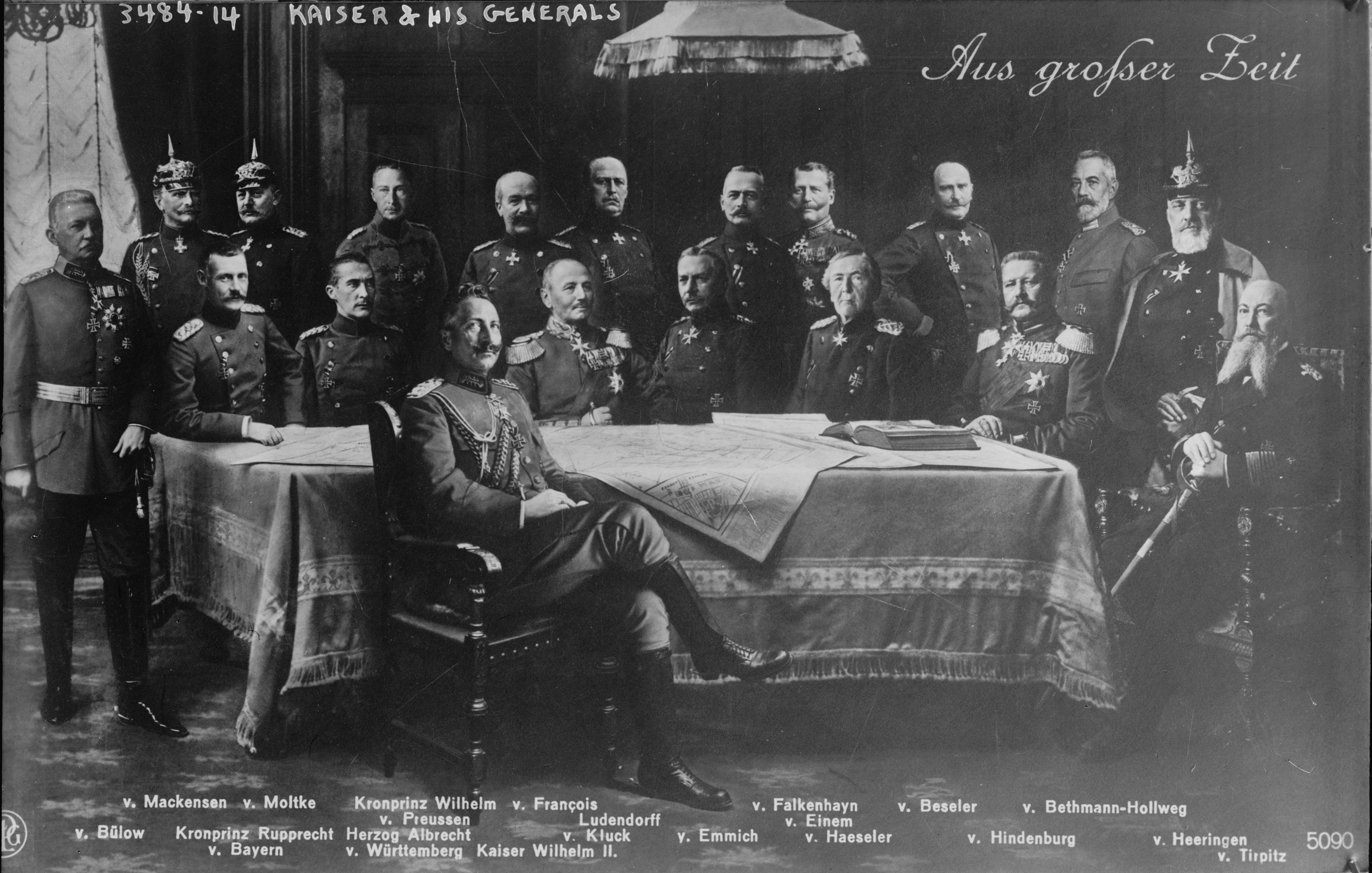
جنرالات القيصر

وُلد فرانسوا في لوكسمبورغ لعائلة نبيلة من أصول هوغونوتية، ووالده الجنرال البروسي برونو فون فرانسوا [الألمانية] الذي كان قائدا كان جنرالًا وقائدًا للواء المشاة البروسي ال27، وقتل في معركة شبايخرن [الإنجليزية] في 6 أغسطس 1870.
دخل فون فرانسوا الحياة العسكرية منذ سن مبكرة، حيث التحق بثانوية عسكرية، وفي عام 1875 كان متمركزاً في بوتسدام برتبة ملازم في فوج المشاة في لواء الحرس البروسي الأول. في الأعوام 1884 إلى 87 التحق بالأكاديمية العسكرية في برلين، ورقي في عام 1889 إلى هاوبتمان (نقيب) وانضم إلى هيئة الأركان العامة.
عين في أوائل تسعينيات القرن التاسع عشر ضابطا في هيئة أركان الفيلق الخامس عشر المتمركز في ستراسبورغ، وأصبح بعد فترة وجيزة قائد سرية في فوج المشاة الـ 151 من الفرقة 31.
كرس فرانسوا طاقاته لهيئة الأركان العامة، ورقي في عام 1894 إلى رائد ونقل إلى الفرقة الثامنة في مانهايم. وبحلول عام 1899 كان فرانسوا رئيس أركان الفيلق الرابع الذي كان يقوده الجنرال باول فون هيندنبورغ، ومقره في ماغدبورغ.
في عام 1901 انتقلت والدته ماري إلى جنوب غرب إفريقيا الألمانية لتلتحق بابنها الأصغر هوغو فون فرانسوا الذي كان نقيبا في الجيش الاستعماري، وأقامت الأسرة في المنطقة خلال حروب الهيريرو التي شارك فيها فيها هوغو وقتل. كما كان شقيق فرانسوا الآخر، كورت فون فرانسوا عالمًا معروفاً وباحثًا متخصصًا في إفريقيا.
رقي فون فرانسوا في عام 1908 إلى رتبة جنرال ماجور وتولى قيادة لواء المشاة التاسع والأربعين في دارمشتات، وفي عام 1911 رقي إلى رتبة جنرال لويتنانتوأعطي قيادة الفرقة 13 لفترة وجيزة، قبل ترقيته إلى جنرال مشاة وتوليه قيادة الفيلق الأول في الجيش الثامن، ومقره في كونيغسبيرغ.

## في الحرب العالمية الأولى
في بداية الحرب كان فون فرانسوا في مقاطعة بروسيا الشرقية، حيث كان قائد الفيلق الأول في الجيش الثامن الألماني، وكانت مهمته الدفاع عن المناطق الواقعة في أقصى شرق بروسيا الشرقية ضد هجوم روسي على مدينة كونيجسبيرج الرئيسية. كان المطلوب من الجيش الثامن أن يصمد ضد القوات الروسية الأكبر بشكل ملحوظ إلى أن يمكن تعزيزه بقوات قادمة من الغرب بعد الهزيمة السريعة المتوقعة لفرنسا، وفقًا لخطة شليفن التي تناولت المرحلة الافتتاحية في حرب متوقع ان تواجه فيها ألمانيا كل من فرنسا وروسيا.
في بداية الحرب في أغسطس 1914 واجه فيلق فرانسوا الجناح الأيمن من الغزو الروسي لبروسيا الشرقية، الذي مثله الجيش الروسي الأول بقيادة الجنرال باول فون ريننكامبف. وفي 17 أغسطس أمره قائد مسرح االحرب الألماني العام، الجنرال ماكسيميليان فون بريتفيتس بالتراجع أثناء تعرضه لهجوم عنيف من ريننكامبف، حيث كان ينظر بقلق إلى تقدم الجناح الأيسر من الهجوم الروسي في الجنوب، الذي مثلة الجيش الروسي الثاني بقيادة الجنرال ألكسندر سامسونوف.
كان فون فرانسوا (الذي كان معروفا في الجيش بطبيعته المشاكسة) متردداً في تسليم أي جزء من بروسيا، ورأى أن الانسحاب سيكون مميتاً، فتجاهل أمر فون برينفيتس بريتويتز، مرسلاً إليه الرد الشهير «سينسحب الجنرال فون فرانسوا عندما يهزم الروس!»، وشنّ هجومًا مضادًا على جيش ريننكامبف، حيف خاض معركة شتالوبونن وحقق نصراً مفاجئاً قتل فيه من الروس 5000 وأسر 3000.
بعد الفوز في المعركة نفذ فرانسوا أمر بريتفيتس وانسحب 24 كيلومترا إلى الغرب، وواجه ريننكامبف بعد ثلاثة أيام في معركة غومبينن التي لم تنته بنتيجة حاسمة، إلا أن هجومية فون فرانسوا دفعت رينينكامبف الحذر بطبعه إلى التوقف عن التقدم غرباً.
بعد تلك المعركة نحي فون بريفيتس الذي رأت القيادة العليا الألمانية أنه قد فقد أعصابه وحل محله الجنرالان باول فون هيندنبورغ وإريك لودندورف.نقل فون فروانسوا فيلقه بالسكك الحديدية إلى الجنوب الغربي لمواجهة تقدم الجيش الروسي الثاني في جنوب شرق بروسيا تحت القيادة الجنرال الكسندر سامسونوف. وعلى الرغم من تحفظ هيندنبوغ ولودندورف عليه بسبب عصيانه السابق لعب فرانسوا الدور الحاسم في معركة تانينبرج القادمة، حيث هاجم في 27 أغسطس جسم جيش سامسونوف الرئيسي وبدأ في إحراز تقدم مطرد في مؤخرته. وعلى الرغم من أن لودندورف قد أمره بوقف ذلك التقدم خشية من هجوم روسي مضاد من قبل جيش ريننكامبف، تجاهل فرانسوا الأوامر ولعب دورًا حاسمًا في تطويق وهزيمة جيش سامسونوف.

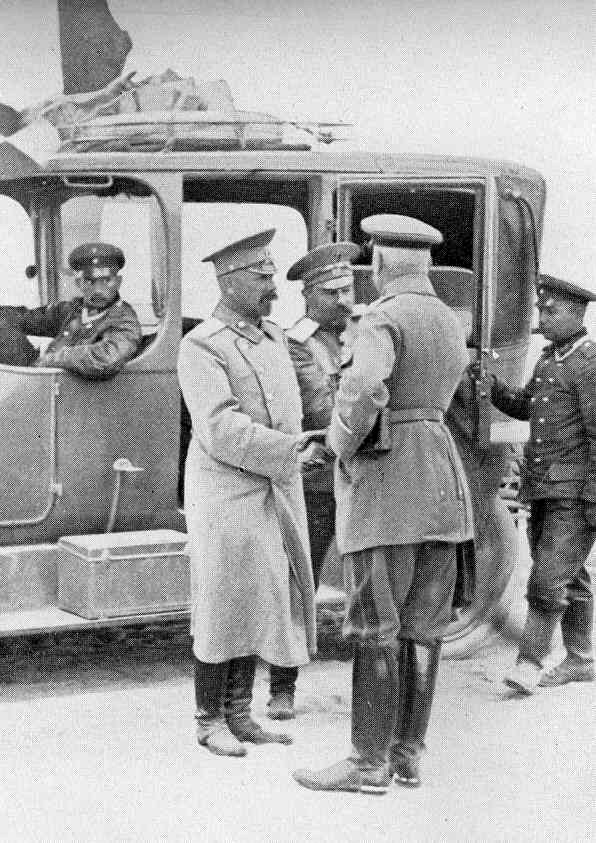
الجنرال فون فرانسوا (وظهره للكاميرا) يصافح الجنرال الروسي نيكولاي كلوييف، قائد الفيلق الروسي الثالث عشر الذي وقع في الأسر بعد معركة تاننبرغ

بعد انتقال هيندنبورغ ولودندورف جنوبا لقيادة الجيش التاسع في بولندا الروسية، ظل فرانسوا مع فيلقه في شرق بروسيا وقاده بنجاح كبير في معركة بحيرات ماسوريان الأولى في الشهر التالي. وعندما أمره قائد الجيش الثامن الجديد الجنرال ريتشارد فون شوبرت بالانسحاب، أرسل فرانسوا برقية إلى قيادة الجيش العليا يصف فيها نجاحه ويشير إلى أن «القائد قد تلقى نصيحة سيئة». أثارت البرقية إعجاب القيصر إلى درجة أنه أمر على الفور بإعفاء شوبرت من منصبه، وفي 3 أكتوبر أعطي فون فرانسوا قيادة الجيش الثامن، وهو منصب لم يحتفظ به لفترة طويلة. فعندما أعد هيندنبورغ ولودندورف هجومهما المضاد من تورن في اتجاه وودج، تردد فرانسوا في في إرسال الفيلق الأول المطلوب، وأرسل بدلاً منه ذلك الفيلق الاحتياطي الخامس والعشرين الذي كان سيء التدريب والتجهيز، وكان ذلك أكثر مما يتتسامح معه رؤساؤه، فنحي فون فرانسوا في أوائل نوفمبر 1914، وحل محله الجنرال أوتو فون بيلوف.
في 24 ديسمبر 1914سلّم فرانسوا قيادة فيلق الاحتياط الحادي والأربعين، وبعد فترة في الغرب أعيد إلى الجبهة الشرقية في أبريل 1915 حيث شارك في هجوم الربيع الذي غزي فيه القسم الروسي من بولندا.
في 14 مايو 1915 حصل فرانسوا على وسام الاستحقاق البروسي الذي كان أعلى وسام عسكري في ألمانيا، لأدائه في معركة غورليس تارنو، وألحقت بها أنواط أوراق البلوط في يوليو 1917 لأدائه المتميز في معركة فردان.

## بعد الحرب
تفرغ فرانسوا بعد الحرب للكتابة وأنجز عدة كتب عن التاريخ العسكري، منها كتابه عن معركتي المارن وتاننبيرغ الذي كان من كثر مبيعًا في ألمانيا في عام 1920.

## أوسمة
- نيشان التاج البروسي من الدرجة الأولى
- جائزة الخدمة (بروسيا)
- صليب قادة الشرف من فرسان عائلة هوهنتسولرن
- وسام ألبرت الدب
- وسام الأسد زرينجر، قائد من الدرجة الأولى
- وسام الاستحقاق العسكري من الدرجة الثانية (بافاريا)
- رتبة قائد أول من وسام فيليب العظيم (هيس)
- وسام صليب الشرف من الدرجة الأولى من عائلة لمنزل ليبه
- صليب فخري من الدرجة الثانية لرويس أونور كروس
- قائد الطبقة الثانية من وسام منزل دوق ساكس-إرنستين
- صليب الشرف لشوارزبرج من الدرجة الثانية
- وسام الاستحقاق التشيلي من الدرجة الأولى
- نيشان المنقذ (اليونان)
- قائد رهبانية القديسين موريس ولعازر (بيت سافوي)
- نيشان فرسان العقاب الأسود
- الصليب الحديدي لعام 1914، الدرجة الأولى والثانية
- وسام الاستحقاق البروسي مع أنواط أوراق البلوط
  - وسام الاستحقاق (14 مايو 1915)
  - انواط أوراق البلوط (27 يوليو 1917)
- نوط للنسر الأحمر مع أوراق البلوط والسيوف (14 أكتوبر 1918)

## وصلات خارجية
- هيرمان فرانسوا على موقع الموسوعة البريطانية (الإنجليزية)